# Schwelmer Modell
Das Schwelmer Modell ist eine ambulante Therapieform zur Behandlung von Patienten aller Altersstufen mit Neurodermitis, Nahrungsmittelunverträglichkeiten und anderen Erkrankungen mit allergischem Hintergrund (wie allergisch bedingte Magen-Darm-Probleme oder Asthma). Es wird von der „Schwelmer Modell GmbH“ betrieben und beworben. Es gilt als Konzept außerhalb der Schulmedizin.
Das Modell wurde 1987 von der Pädagogin Mechthild Hellermann in Schwelm (bei Wuppertal) als Mutter eines betroffenen Kindes gegründet. Entstanden ist das Schwelmer Modell ursprünglich als eine angebliche Weiterentwicklung des von Ernst August Stemmann entwickelten Gelsenkirchener Behandlungsverfahrens, wie dieses 1984/85 angeboten wurde. 
Die Therapie besteht aus drei wesentlichen Bestandteilen: Allergie-, Ernährungs- und psychologischer/pädagogischer Beratung. Nach einführenden Schulungen des Patienten bzw. der Eltern eines betroffenen Kindes wird mit dem Patienten und seinem Arzt versucht, die individuell identifizierten Auslöser und Krankheitsverstärker so weit wie möglich aus dem Alltag des Patienten zu verbannen. Es erfolgt eine individuelle Beratung zur Interpretation von Symptomen, Krankheitsverläufen, Laborbefunden und Strategien der Allergenvermeidung. Dies schließt oft eine individuelle Ernährungstherapie ein.
Die psychologisch-pädagogische Beratung ist das zweite Standbein der Therapie. Vermutete Krankheitsverstärker und -auslöser aus diesem Bereich (z. B. Stress aller Art, Anspannung, Konfliktbearbeitung) werden bearbeitet. Außerdem sollen die psychischen Folgen der chronischen Erkrankung für den Betroffenen bzw. die Eltern reduziert werden, da es immer wieder zu bestimmten Teufelskreisen komme, die alleine nur schwer erkannt und durchbrochen werden könnten. Durch Entspannungsangebote erhalte der Patient einen besseren Zugang zu Bewältigungsressourcen und erreiche über innere Gelassenheit positive Wirkungen auf das irritierte Immunsystem. 
Die Therapie wird in eine Initial- und Schulungsphase (zwei Monate) und eine Therapiephase (zehn Monate) unterteilt. Die Beratung und Behandlung erfolgt in altershomogenen Therapiegruppen, wobei neue Patienten fortlaufend in die Gruppen integriert werden, so dass ein Austausch zwischen erfahrenen und neuen Patienten entsteht. Besonderheit ist der konsequent interdisziplinäre Ansatz, wobei die Gruppen von einem Ernährungs- und Allergieberater und einem psychologischen oder pädagogischen Gruppenleiter parallel geleitet werden.
Eine Neun-Jahres-Verlaufsstudie bleibt mangels Kontrollgruppe ohne Aussage. Eine Bestätigung der Ergebnisse durch eine unabhängige Forschergruppe ist seither nicht erfolgt. Bei der verwendeten sehr einseitigen Monodiät kann es auch zu einer Sensibilisierung gegen zusätzliche Allergene kommen.